# Червоний гірник

Червоний гірник — криворізька міська, колишня комунальна, тепер приватна (ТОВ) газета, що виходить з 7 грудня 1924 року.

## Редактори газети
- Ян Крастинь
- Захар Марголіс
- Романовський
- Ханан Затучний
- І. Никитченко
- Іван Кулик
- Олександр Гриша
- Лазарев
- Чечель
- Скуйбіда
- Швець
- Іван Штукін
- Олександр Криворог
- Іван Соколовський
- Микола Зельський
- Олександр Береза
- Микола Миколаєнко
- Максим Горевий
- Олексій Пасічник
- Володимир Савруцький
- Володимир Штельмах
- Сергій Соловйов
- Ольга Калинюк

## Журналісти газети
- Борис Косигін — заслужений журналіст України
- Тетяна Воронова — 1957—2011, ведуча рубрики «Ріднокрай», Почесна громадянка Кривого Рогу